# خوسيه غوتييريس فرنانديز
خوسيه غوتييريس فرنانديز (بالإسبانية: José Gutiérrez Fernández)‏ (و. 1958 – 2017 م) هو لاعب كرة قدم مكسيكي، ولد في غوادالاخارا، بدأ مشواره المهني سنة 1980، مركز لعبه هو مُدَافِع، توفي عن عمر يناهز 59 عاماً، بسبب سرطان الكبد.